# アルゴールの城にて
『アルゴールの城にて』（Au château d'Argol）は、 1938年に出版されたジュリアン・グラック （Julien Gracq）の長編小説。グラックの処女小説であり、アンドレ・ブルトンに激賞され、「シュルレアリスムの帰結点」と評された。 
日本版初訳は、1956年に青柳瑞穂訳で（題は『アルゴオルの城』人文書院）、三島由紀夫らにも影響を与えた。 

## 出版背景
この小説は、1937年に書かれたグラックの処女小説である。 最初にガリマール社に持ち込まれたが、出版を拒否された。 グラック（出版に際してこの筆名をつけた）は、ジョゼ・コルティ社に原稿を持ち込み、1938年1月に出版された。以後、グラックの全ての単行本は、ジョゼ・コルティ社から出版されることになる。 
なお、本格的に本書が読まれるようになったのは、第二次世界大戦後、『陰鬱な美青年』や『シルトの岸辺』でグラックが作家としての地位を確立して以後のことだった。 

## あらすじ
本書は比較的短めの長編小説（ロマン）であり、アルベール、エルミニアン、ハイデの3人の登場人物の関係に焦点が当てられる。 ブルターニュにある神秘的なアルゴールの城を購入したアルベールは、親友のエルミニアンから訪問を受ける。エルミニアンは美しいハイデという女性を同伴していた。 やがて、パルジファル（ワーグナーのオペラ）を背景にしながら、3人の登場人物の間に生まれた愛憎によって物語が展開していく。アルベールとハイデは宿命的に惹かれ、それを感じたエルミニアンは、ハイデを泉のそばで凌辱する。それをきっかけに、ハイデは服毒自殺し、一人城館を立ち去ろうとしたエルミニアンをアルベールは背後から短剣で突き刺すのだった。   